# Елсі Клюз Парсонс
Е́лсі Клюс Па́рсонс (англ. Elsie Clews Parsons; …) — американська антропологиня, соціологиня, етнографка, фольклористка і феміністка. «Соціальна бунтарка та мати-засновниця антропології».

## Життєпис
Народилася 27 листопада 1875 року в Нью-Йорку в соціально значущій родині. Батько — Генрі Клюс (1834—1923) — успішний фінансист і письменник. Мати — Люсі Медісон Вортінгтон, брат — Генрі Клюс-молодший став художником.
1896 року закінчила Барнард-коледж зі ступенем бакалавра. 1897 року стала магістеркою, а 1899 року — докторкою філософії Колумбійського університету. У 1900-х роках займалася соціологією, від 1910 року перейшла до антропології та фольклористики.
Від 1918 року до своєї смерті в 1941 році була асоційованою редакторкою академічного журналу Journal of American Folklore.
1919 року стала співзасновницею нью-йоркської Нової школи (тоді — Нова школа соціальних досліджень).
У 1919—1920 роках — президентка Американського фольклорного товариства.
У 1923—1925 роках — президентка Американського етнологічного товариства.
1941 року стала першою жінкою-президентом Американської антропологічної асоціації, але пробула на цій посаді всього кілька місяців, оскільки в кінці цього року померла.
Вивчала індіанців, переважно племена тева, зуні, пуебло і хопі, у штатах Аризона та Нью-Мексико, а також у Мексиці. Цікавим був підхід Парсонс до цієї роботи: вона вважала, що індіанські племена повинні зберегти свою традиційну чисту самоідентичність, безвідносно до того, як вони самі підходили до питань модернізації та культурних змін. Також відомо, що вона була готова змінити своє ім'я і «стати хопі» заради того, щоб досліджувати приховані від білих людей тонкощі їхнього життя і мати можливість спілкуватися з більш привілейованими людьми цього племені.
Елсі Клюс Парсонс померла 19 грудня 1941 року у Нью-Йорку.
Після смерті вченої Американське етнологічне товариство заснувало «Премію Елсі Клюс Парсонс», яку вручають випускникам за «Найкраще есе».
Сучасні вчені-критики особистість Парсонс оцінюють як «архетиповий приклад мислителЬКИ антимодернового фемінізму».

### Особисте життя
1 вересня 1900 року Елсі Вортінгтон Клюс одружилася з політиком Гербертом Парсонсом (1869—1925) і стала Елсі Клюс Парсонс. У шлюбі було четверо дітей: Елсі (1901 — ?), Джон Едвард (1903 — ?), Герберт (1909 — ?) і Генрі Макілвейн (1911—2004; став досить відомим біхевіористом). Пара прожила разом чверть століття до смерті Парсонса.

## Вибрані праці
Соціологія
- 1906 — The Family — в книзі Парсонс закликає до відвертої сексуальної освіти, судового шлюбу і дошлюбних статевих відносин.[3]
- 1913 — Religious Chastity
- 1913 — The Old-Fashioned Woman — у книзі Парсонс критикує елітне суспільство Нью-Йорка, стверджуючи, що поняття «жінка» — категорія, що вийшла з моди, не більше ніж «дивний ритуал старих».[3]
- 1914 — Fear and Conventionality — 1997 року перевидано в University of Chicago Press ISBN 0-226-64746-3
- 1915 — Social Freedom
- 1916 — Social Rule

Антропологія
- 1929 — The Social Organization of the Tewa of New Mexico
- 1933 — Hopi and Zuni Ceremonialism
- 1939 — Pueblo Indian Religion — найбільша праця Парсонс, що зібрала всі її попередні дослідження з цієї теми, а також праці інших авторів. Тим не менш, праця затьмарена нав'язливими та оманливими дослідницькими техніками.

Етнографія
- 1936 — Mitla: Town of the Souls
- 1945 — Peguche

Фольклористика
- 1923 — Folk-Lore from the Cape Verde Islands
- 1924 — Folk-Lore of the Sea Islands, S.C.
- 1933—1943 — Folk-Lore of the Antilles, French and English (у трьох томах)

Репринти
- 1992 — North American Indian Life: Customs and Traditions of 23 Tribes — вид. Dover Publications[en], ISBN 0-486-27377-6
- 1994 — Tewa Tales — вид. University of Arizona Press[en], ISBN 0-8165-1452-6
- 1996 — Taos Tales — вид. Dover Publications, ISBN 0-486-28974-5
- 1996 — Pueblo Indian Religion (у двох томах) — вид. Bison Books та University of Nebraska Press